# Nakkebølle
Nakkebølle er en herregård i Åstrup Sogn, Faaborg-Midtfyn Kommune. Historisk lå den i Sallinge Herred. Nakkebølle Gods drives som land- og skovbrug og er på 250 hektar, heraf ager 120, skov 20 og sø 110.

## Historie
Nakkebølle nævnes første gang i 1200-tallet som voldstedet Herregårdsholmen i skoven Enemærket. Et nyt voldsted med et enkelthus i Hønsemose er fra 1300-tallet. Borgen blev ødelagt i 1534. Hovedbygningen er opført i 1559, ombygget i 1710 og igen i 1870'erne ved arkitekt H.A.W. Haugsted.

## Ejere af Nakkebølle
- (1200-1463) Ukendte ejere
- (1463-1495) Mads Andersen Bølle
- (1495-1505) Erik Madsen Bølle
- (1505-1534) Eiler Eriksen Bølle
- (1534) Susanne Eilersdatter Bølle gift (1) Ravnsberg (2) Brockenhuus
- (1534-1541) Claus Eriksen Ravnsberg
- (1541-1547) Susanne Eilersdatter Bølle gift (1) Ravnsberg (2) Brockenhuus
- (1547-1577) Jacob Mikkelsen Brockenhuus
- (1577-1602) Eiler Jacobsen Brockenhuus
- (1602-1620) Markvard Bille
- (1620-1649) Eiler Bille
- (1649-1654) Karen Markvardsdatter Bille gift Gjøe
- (1654-1663) Niels Krabbe
- (1663-1706) Herluf Trolle / Jørgen Monrad / Børge Trolle
- (1706-1732) Børge Trolle
- (1732-1740) Johan Lehn
- (1740-1764) Johan Frederik Cicignon
- (1764-1793) Sophie Amalie Sehested gift Cicignon
- (1793) Cathrine Elisabeth Johansdatter Cicignon gift Skeel
- (1793-1798) Frederik Christian Skeel
- (1798-1815) Cathrine Elisabeth Johansdatter Cicignon gift Skeel
- (1815-1821) Christian Wamberg
- (1821-1828) Gerhard Andreas van Deurs
- (1828-1849) Hans Holsten
- (1849-1879) Adam Christopher Holsten-Charisius
- (1879-1906) Sophie Magdalene Adamsdatter Holsten-Carisius gift Berner
- (1906-1923) Adam Christopher Berner-Schilden-Holsten
- (1923-1940) Michael Møller
- (1940-1950) Peder C. Olsen
- (1950) Den Danske Stat
- (1950-1952) C. J. Rasmussen
- (1952-1955) Svend V. Hansen
- (1955-1970) Constantin Preben Philipsen
- (1970-1998) Else Marie Petersen
- (1998-nu)   Mads Flemming Stevnhoved

## Nakkebølle trinbræt
Nakkebølle fik trinbræt på Svendborg-Faaborg Banen (1916-54). Det lå ca. ½ km nord for herregården og var forsynet med et af banens karakteristiske venteskure af træ med søjler foran. Der var krydsningsspor, hvilket var ret usædvanligt for et trinbræt.